# Stuart Little 2
Stuart Little 2 (llamada ocasionalmente Stuart Little 2: La aventura continúa en Hispanoamérica) es una película estadounidense de comedia familiar del año 2002, secuela de Stuart Little (1999), dirigida por Rob Minkoff. Está basada en el libro del mismo nombre de E.B. White. Protagonizada por Geena Davis, Hugh Laurie y Jonathan Lipnicki y con las voces de Michael J. Fox como Stuart, Melanie Griffith como Margalo, Nathan Lane como Pelusa y James Woods como Falcon. Fue estrenada el 19 de julio de 2002. Su tercera parte, llamada Stuart Little 3: Call of the Wild fue totalmente animada y estrenada en 2006.

## Argumento
Stuart (Michael J. Fox) conoce a una canaria herida llamada Margalo (Melanie Griffith), a la que acogen en casa. Pero, una vez allí, todo es una trampa ya que es una embustera y que un malvado halcón llamado Falcon (James Woods) le obliga a robar el anillo de bodas de Eleanor Little (Geena Davis), la madre de Stuart. Ahora, Stuart y Snowbell (Nathan Lane; "Bola de Nieve" en España, "Pelusa" en Hispanoamérica) deberán rescatar el anillo y ayudar a su nueva amiga. Mientras tanto, George (Jonathan Lipnicki) deberá encubrir a Stuart en todo momento sin que sus padres Eleanor y Frederick Little (Hugh Laurie) lo descubran.

## Reparto
- Geena Davis como Eleanor Little.
- Hugh Laurie como Frederick Little.
- Jonathan Lipnicki como George Little.
- Anna y Ashley Hoelck como Martha Little
- Marc John Jefferies como Will.
- Jim Doughan como El entrenador de fútbol.
- Brad Garrett como El plomero.

### Voces
- Michael J. Fox como Stuart Little.
- Melanie Griffith como Margalo.
- Nathan Lane como Bola de nieve/ Pelusa.
- James Woods como Halcón.
- Steve Zahn como Monty.

## Curiosidades
- La mayoría de escenas fueron editadas y creadas usando pintura mate digital para dar una visión más real y estilizada.

- El 7 World Trade Center aparece durante la escena en la que Stuart sobrevuela el centro de Manhattan mientras que al fondo se ve Lower Manhattan, lo que da a entender que la escena fue filmada antes de los atentados del 11 de septiembre de 2001 y que las torres gemelas fueron eliminadas digitalmente tras estos.

- En la escena en la que Stuart tira una cuchara de un frasco de mermelada, la misma está hecha en animación 3D, pero el frasco era real.

- Geena Davis estaba embarazada en los primeros meses del rodaje. La producción usó varias técnicas para ocultarlo e incluso pensó en la posibilidad de retocar digitalmente el área de la cintura.

- Una de las bebés que interpretó a Martha (fueron dos bebes, las hermanas Anna y Ashley Hoelck) se negó a golpear la taza de avena en la mesa durante el rodaje. Por más que el equipo la animara diciéndole a ella que debía hacerlo, la bebé siguió negándose. Por último, se cree que cuando hizo golpear la taza de avena fue haciéndola pensar que era algún tipo de juego.

- Cuando la familia se encuentra en el taxi y George avisa del coche destrozado a su madre, ella dice Sí, Stuart en lugar de Sí, George.

- En la escena donde la familia ve a los New York Yankees se ve a un jugador corriendo frenéticamente hacia la pared. En realidad, esta escena pertenece a la película Por amor al juego (1999), protagonizada por Kevin Costner.

- En la versión original, al final de la película se escucha como la hermana pequeña de George dice sus primeras palabras: Bye, bye, Birdie, (traducido como Adiós pajarito al español). Este es el título de la película Bye, bye, birdie (1963).

- Michael J. Fox y James Woods trabajaron juntos en la película El duro camino (1991).